# Typhonium flagelliforme
Typhonium flagelliforme là một loài thực vật có hoa trong họ Ráy (Araceae). Loài này được (Lodd.) Blume miêu tả khoa học đầu tiên năm 1837.